# サカバンバスピス
サカバンバスピス (Sacabambaspis) は、オルドビス紀に生息していた無顎類の絶滅属の一つである。
ボリビア、コチャバンバ県の道路脇、アンサルド層の露頭で最初に発見され、付近のSacabamba村とギリシャ語で「盾」を意味する aspis (古代ギリシア語: ἀσπίς) からSacabambaspisと命名された。

## 分布
学名の由来となった化石は1986年にボリビアの中央部で発見されたが、1997年に同種と見られる化石がオーストラリア中央部のアマデウス盆地から採取されたことが報告されており、更に1995年と2002年にはアルゼンチンから、2009年には中東のオマーンで発掘されている。
これらの化石の採取地点から、サカバンバスピス属はゴンドワナ大陸の周縁海域に広く生息していたと推定される。

## 形態
体長は約25cm、目が身体の最前に並んで付き、頭部が上下2枚の骨板に挟まれていた。尾にはV字型をした上下に長い鱗が並んでいた。アランダスピス同様、胸鰭などがなく、あまり上手くは泳げなかったと考えられている。
当初は、尾は比較的短く、緩い半円形もしくは団扇状の尾鰭を持つと解釈されていたが、1990年代に入り、化石の詳細な研究から尾は大きな上葉と脊索の進入した長い下葉を持つ逆異尾であることが推定された。これは翼甲綱の尾とは明らかに異なる。また、尾鰭下部に小さな鰭があることも分かったが、これが尾鰭の一部なのか臀鰭なのかは不明である。

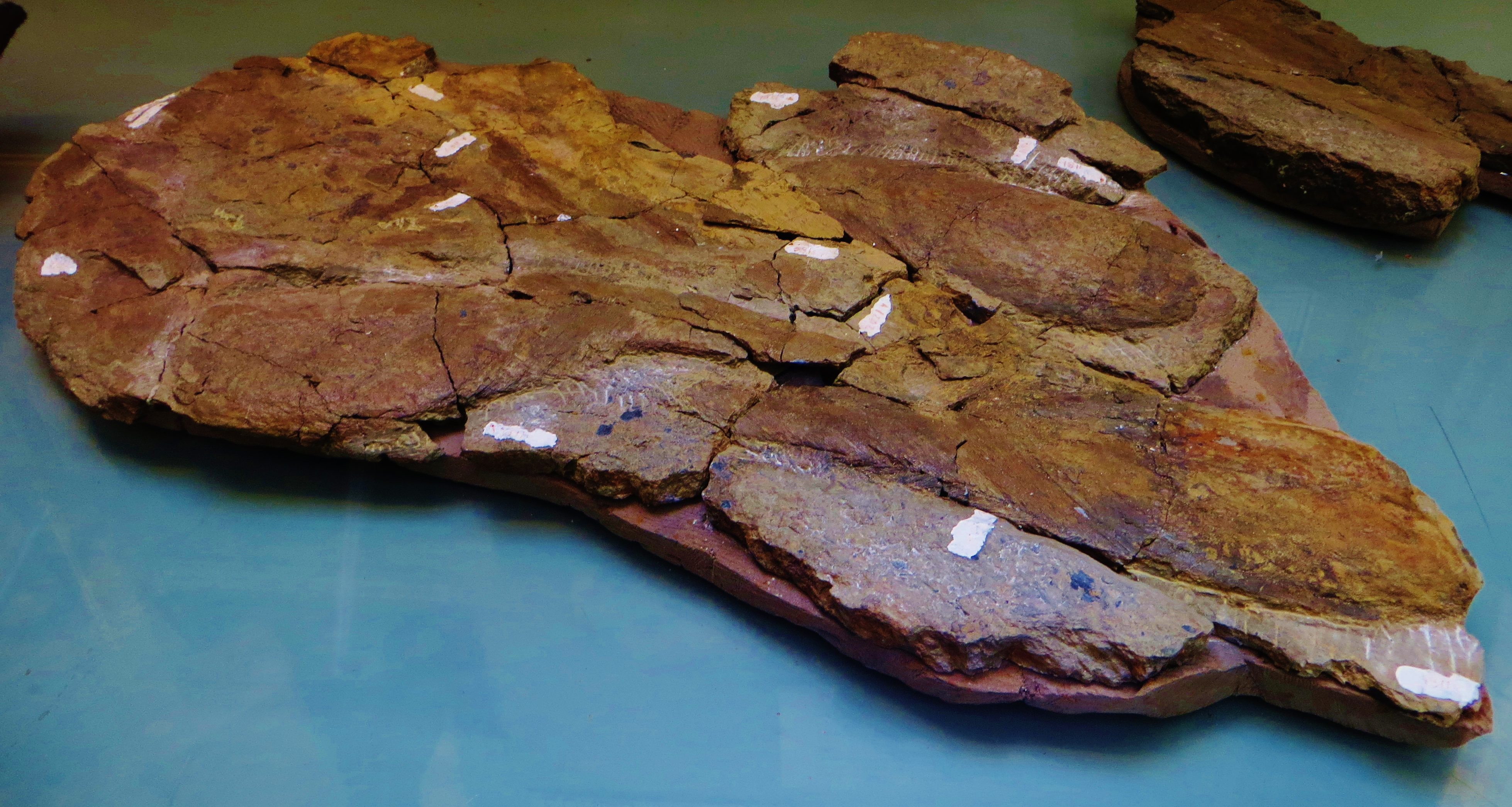
複数の個体が一箇所にまとまった状態で発掘された化石標本 パリの国立自然史博物館の収蔵品
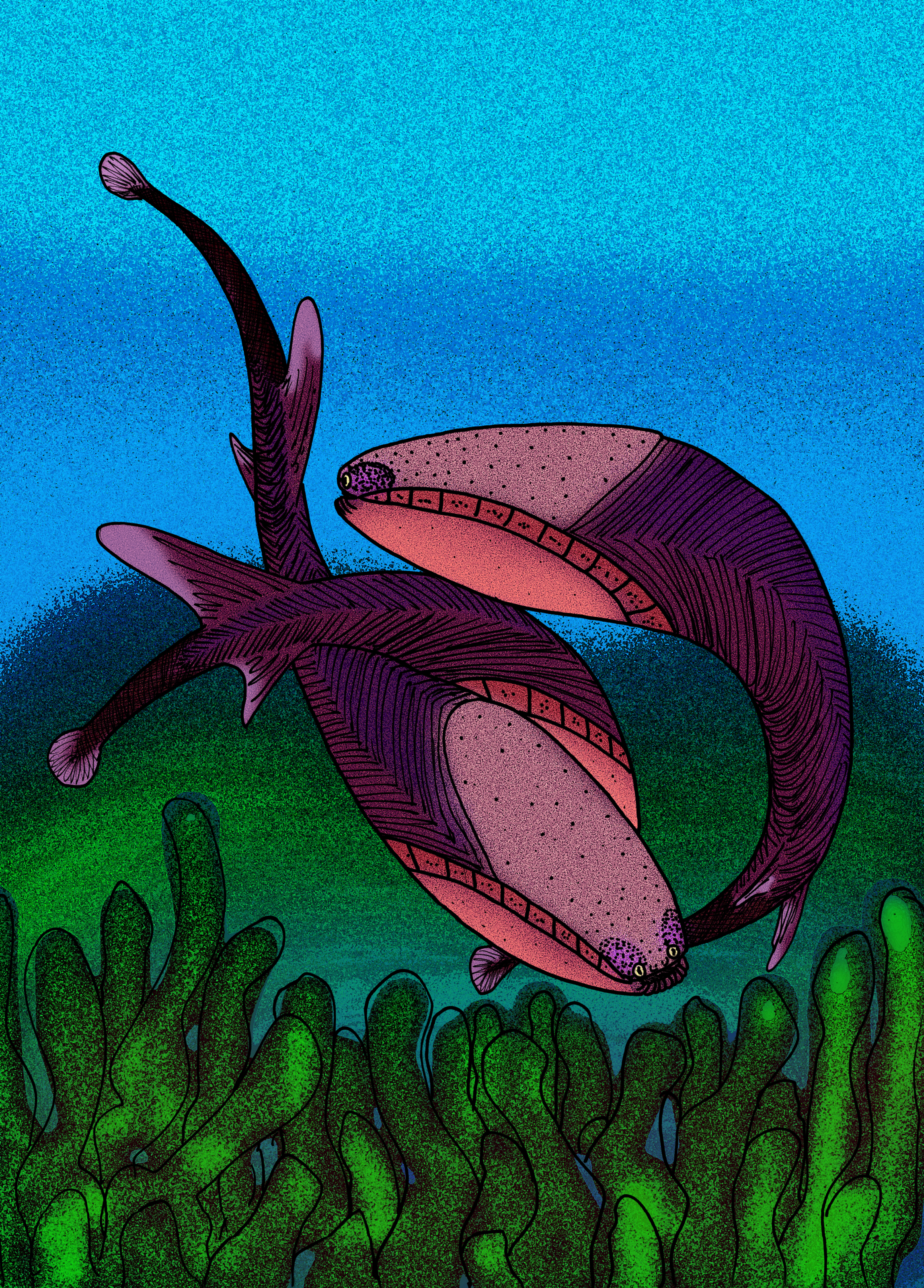
生体想像図
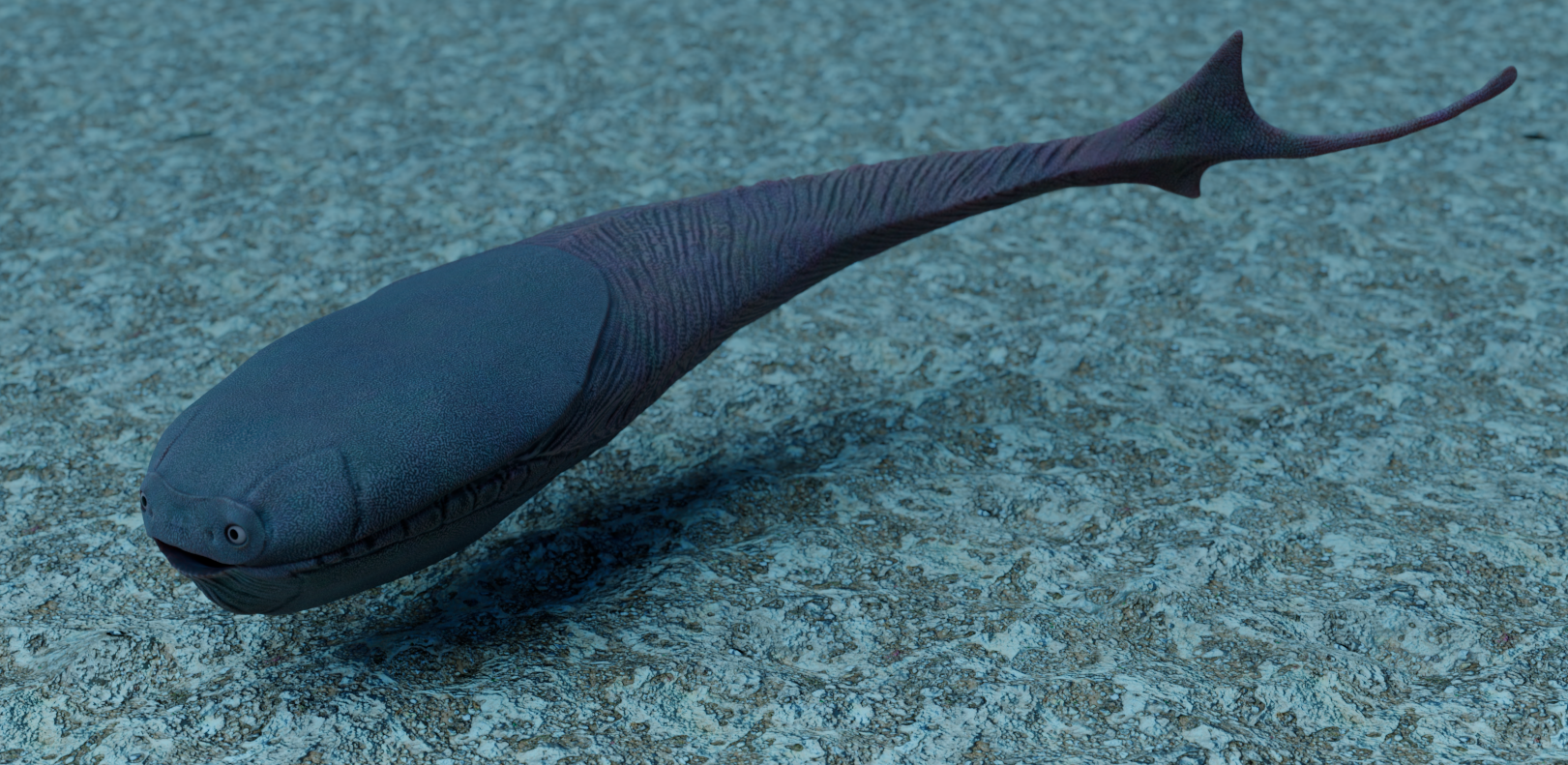
復元モデル（全身上面より）

## その他
サカバンバスピス属は、新たな研究がなされる以前、また研究に基づく新たな解釈が浸透する以前の推定復元図では尾鰭が短くまた鰭の上下葉が同じ長さに描かれている（逆異尾になっていない）ものがあり、2022年現在でもそれら旧来の推定に基づいた復元模型が展示されている例が存在している。

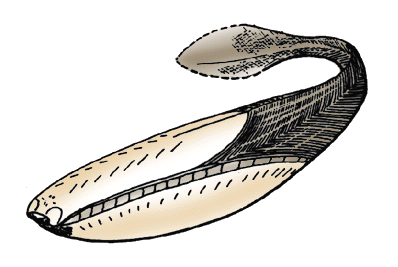
古い推定に基づく想像図（尾鰭が短い）

## インターネット上での流行

エストニア、Tallinn University of Technologyに収蔵されているエルガ・マルク＝クリク氏によるサカバンバスピスの復元模型（ヘルシンキ自然史博物館のものとは異なる）
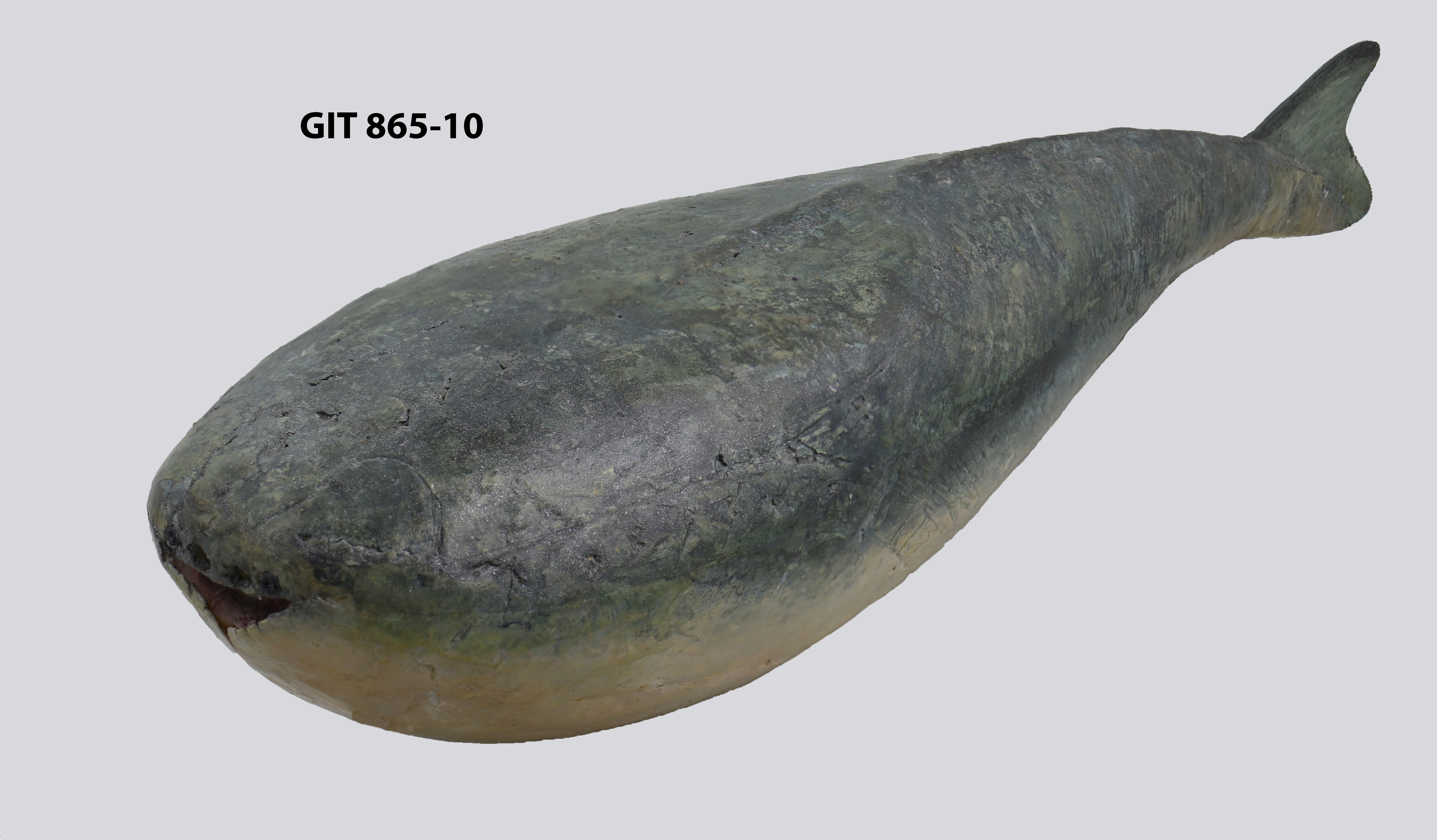
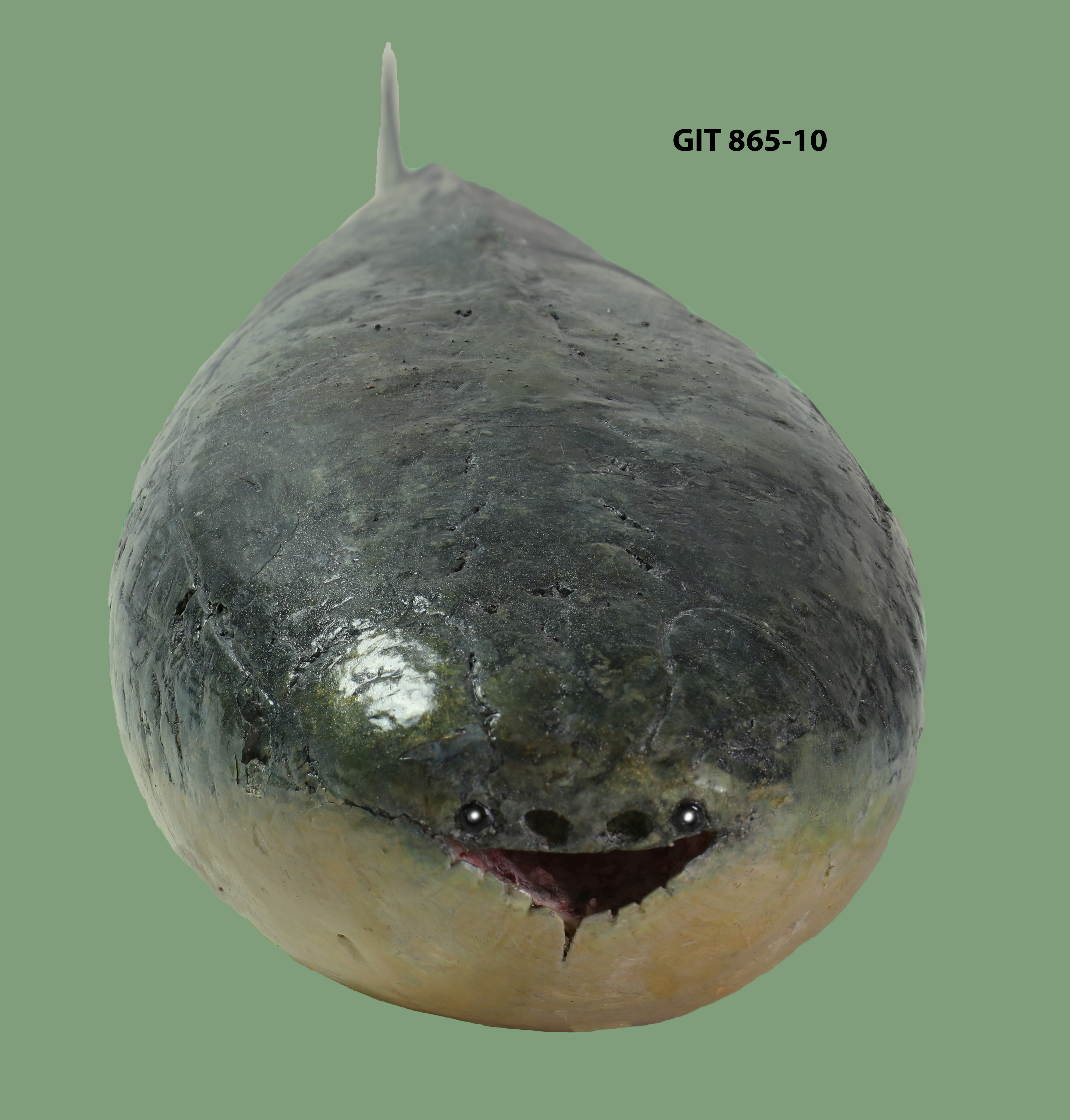
前面
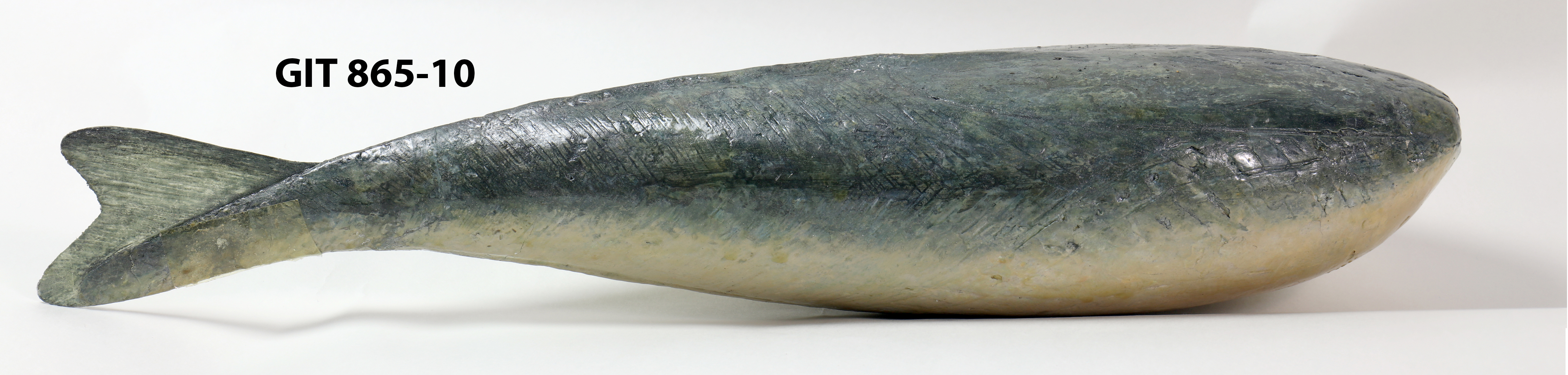
側面

フィンランド・ヘルシンキ自然史博物館に展示されているエルガ･マルク=クリク（et:Elga Mark-Kurik）によって製作された復元模型の間の抜けた見た目が、2022年8月頃より話題となり、日本においてはウェブサイト「エピネシス」のTwitterアカウントが2023年6月に紹介したことを切っ掛けに話題となった。
 
また京王電鉄の新型車両2000系の導入が発表された際、デザインがサカバンバスピスに似ているとネット上で話題になった。